# بير هينركسن
بير هينركسن (بالنرويجية البوكمول: Per Henriksen)‏ هو لاعب كرة قدم نرويجي، ولد في 10 أبريل 1952 في النرويج. شارك مع منتخب النرويج لكرة القدم. أما مع النوادي، فقد لعب مع نادي فيكينغ.

## وصلات خارجية
- بير هينركسن على موقع اتحاد النرويج (النرويجية)
- بير هينركسن على موقع قاعدة بيانات كرة القدم.إي يو (الإنجليزية)
- بير هينركسن على موقع ناشيونال فوتبول تيمز (الإنجليزية)
- بير هينركسن على موقع عالم كرة القدم.نت (الإنجليزية)